# Casalvolone
Casalvolone (piemontiul: Casalvlon) település Olaszországban, Piemont régióban, Novara megyében. Lakosainak száma 877 fő (2023. január 1.). Casalvolone Borgo Vercelli, Casalbeltrame, Casalino, San Nazzaro Sesia és Villata községekkel határos.

## Népesség
A település népességének változása:
| Lakosok száma | 865  | 879  | 877  |
|               | 2017 | 2018 | 2023 |